# Daniyal Mirza

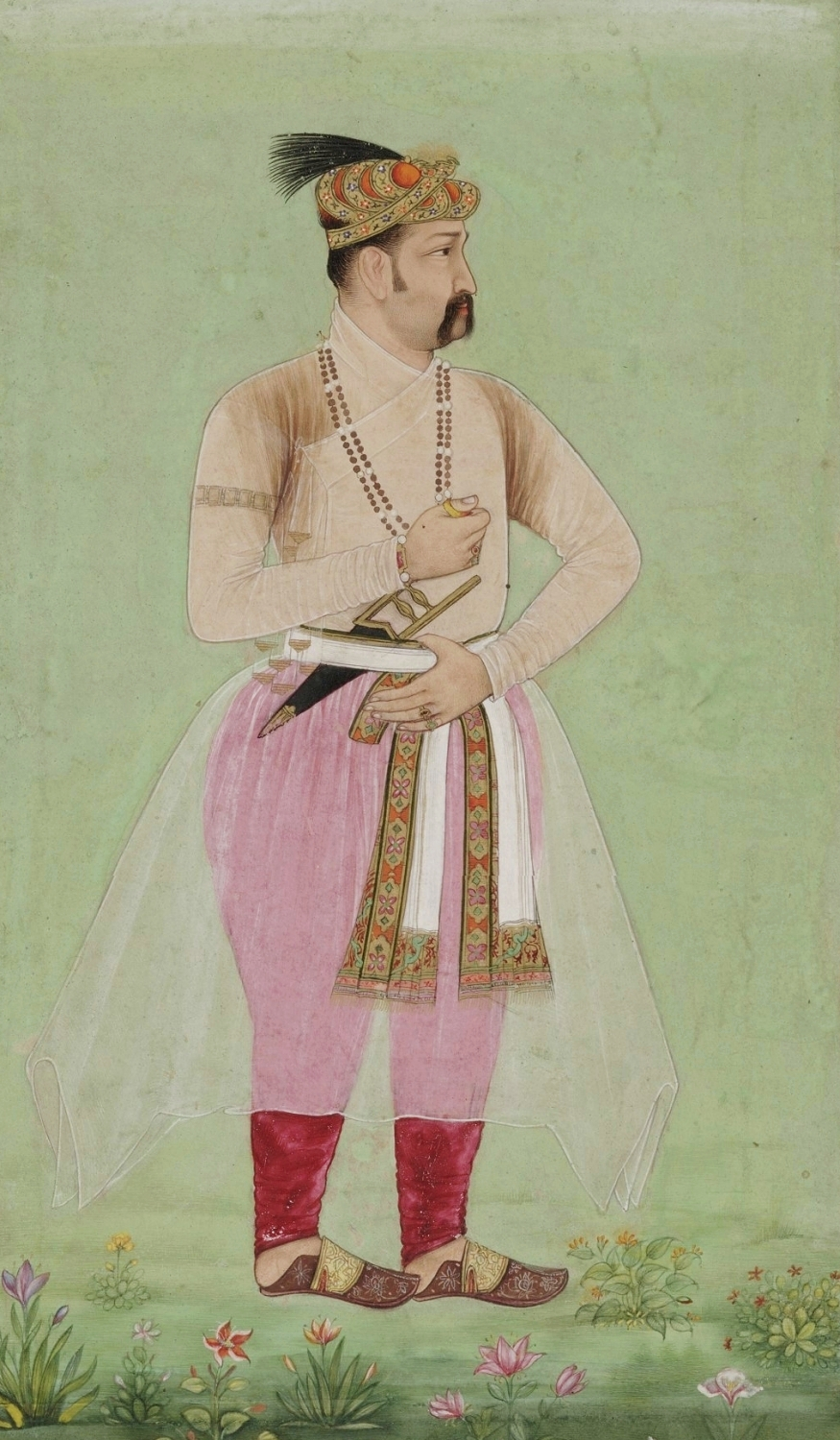
Prinz Daniyal

Daniyal Mirza (* 11. September 1572 in Ajmer, Rajasthan; † 19. März 1605 in Burhanpur(?)) war der dritte Sohn des Mogulherrschers Akbar I. und jüngerer Bruder von dessen Nachfolger Jahangir.

## Leben
Prinz Daniyal war der leibliche Sohn des Großmoguls Akbar (reg. 1556–1605) und Ziehsohn von dessen Lieblingsfrau Mariam uz-Zamani; er wuchs bei Zieheltern in Ajmer und Amber auf. Im Alter von 5 Jahren erhielt er nach dem Mansab-System den Oberbefehl über 6000 Soldaten; im Alter von 12 Jahren wurden ihm 7000 Soldaten unterstellt. Im Jahr 1597 wurde er Gouverneur (subahdar) von Allahabad. Bereits im Alter von 22 Jahren begleitete er seinen Vater an der Spitze einer Armee von ca. 70.000 Mann auf das Dekkan-Hochland; der Feldzug scheiterte jedoch an internen Interessenskonflikten der Teilnehmer. Bei einem neuen Versuch wurde in den Jahren 1599 bis 1601 das Sultanat Khandesh, dessen Herrscher Bahadur Khan sich geweigert hatte, die Oberhoheit des Mogulreichs anzuerkennen, von Akbar höchstpersönlich vernichtend geschlagen. Daniyal erhielt unterdessen den Auftrag zur Unterwerfung des Sultanats Ahmednagar – eine Aufgabe, die er erfolgreich abschloss, was von Akbar mit der Einsetzung Daniyals als eine Art „Vizekönig“ über die Sultanate Khandesh, Berar und Teile von Ahmednagar belohnt wurde.

## Tod und Nachfolge
Als Folge seines Alkoholkonsums starb Daniyal jedoch bereits wenige Jahre später im Alter von nur 32 Jahren. Er hinterließ 3 Söhne und 4 Töchter von insgesamt 8 Frauen. Sein Neffe Shah Jahan ließ am 23. Januar 1628 zwei der Söhne Daniyals (Tahmuras und Hoshang) hinrichten.